# Emmentaler

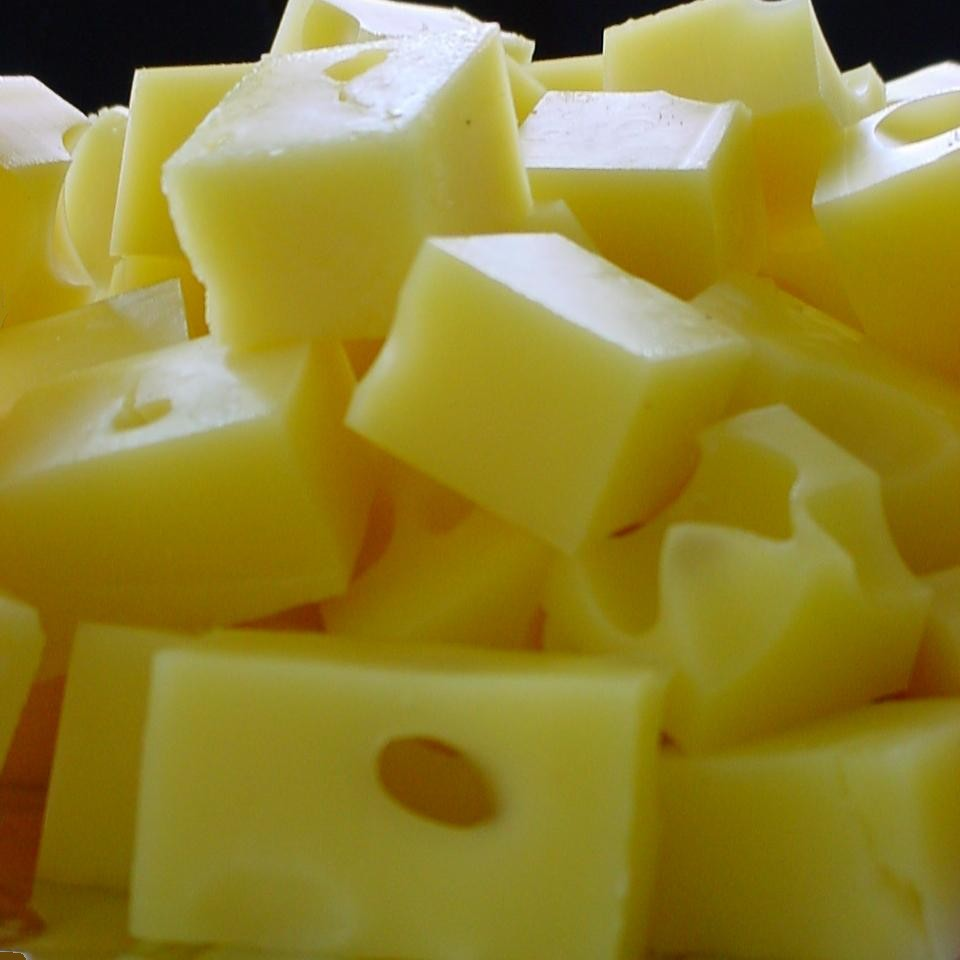
Cubetti di Emmentaler

L'Emmentaler è un formaggio a pasta dura o semidura di tipo emmental a base di latte vaccino, prodotto in Svizzera, che ha ottenuto la certificazione di origine protetta nel 2006.

## Storia
Il tipo di lavorazione dei formaggi emmental è menzionata dal 1293, anche se il nome inizia ad apparire nel 1542, quando la ricetta giunge alla popolazione di Langenthal, città dell'Emmental-Alta Argovia nel Canton Berna. Per questa ragione il nome del formaggio deriva da quello della valle del fiume Emme. Nel corso del XX secolo una riforma della grafìa tedesca stabilì tra l'altro che il termine thal (‘valle’) venisse scritto senza la h.

## Zona di produzione
L'Emmentaler viene prodotto in circa 110 latterie nella valle dell'Emme, in Svizzera.

## Processo di produzione
L'Emmentaler è un formaggio a pasta dura, prodotto con latte vaccino crudo. Le vacche sono nutrite esclusivamente con erba e fieno e non è consentito l'utilizzo di mangimi insilati e sostanze geneticamente modificate, né l’aggiunta di altri ingredienti.
Per produrre 1 kg di formaggio occorrono circa 12 L di latte. Il formaggio è realizzato in forme tonde con un diametro da 80 fino a 100 cm, con uno spessore che varia da 16 fino a 27 cm e un peso fra 75 e 120 kg.
La caratteristica principale è la grande occhiatura, dovuta alla formazione di sacche di anidride carbonica che si formano naturalmente durante le fasi di maturazione del formaggio attraverso una fermentazione propionica.
All'inizio del XXI secolo il disciplinare produttivo del formaggio è stato modificato per diminuire sensibilmente il diametro delle occhiature. Ciò in ragione delle difficoltà di taglio sottile che le stesse causavano alle affettatrici elettriche, determinando una sensibile diminuzione delle vendite, soprattutto nel mercato statunitense.

## Commercializzazione
A garanzia del consumatore l'Emmentaler DOP presenta su ogni forma il marchio "Emmentaler Switzerland". Lo si può acquistare a stadi di stagionatura diversi: "Classic" dal gusto dolce che ricorda la noce (stagionato almeno 4 mesi), "Reserve" con forti sentori aromatici (stagionato almeno 8 mesi), «Grotta» dal gusto pieno e vigoroso (stagionato almeno 12 mesi in grotta), "AOP Urtyp" dal sapore particolarmente forte (stagionato almeno 12 mesi), "Gotthelf" intitolato in omaggio allo scrittore Jeremias Gotthelf, Incoronato, dedicato alla storica tradizione dei lottatori, "Extra" e "Biologico".
In cucina viene utilizzato sia freddo, a pezzi o affettato, sia fuso, come ad esempio nella fonduta.